# Taylor Ruck
Pour les articles homonymes, voir Ruck.
Taylor Madison Ruck est une nageuse canadienne née le 28 mai 2000. Elle remporte la médaille de bronze du relais 4 × 100 mètres nage libre aux Jeux olympiques d'été de 2016 à Rio de Janeiro avec Sandrine Mainville, Chantal Van Landeghem et Penny Oleksiak.
Elle est médaillée d'argent du 4 x 100 mètres nage libre et médaillée de bronze du 4 × 100 mètres quatre nages aux Jeux olympiques d'été de 2020 à Paris en participant aux séries.

## Palmarès

### Championnats du monde en grand bassin
- Championnats du monde 2019 à Gwangju :
  -  Médaille de bronze du relais 4 × 100 m nage libre.
  -  Médaille de bronze du relais 4 × 200 m nage libre.
  -  Médaille de bronze du relais 4 × 100 m quatre nages (participe uniquement aux séries).
- Championnats du monde 2022 à Budapest :
  -  Médaille d'argent du relais 4 × 100 m nage libre.
  -  Médaille d'argent du relais 4 × 100 m nage libre mixte (participe uniquement aux séries).
  -  Médaille de bronze du relais 4 × 200 m nage libre.
- Championnats du monde 2024 à Doha :
  -  Médaille de bronze du relais 4 × 100 m nage libre.
  -  Médaille de bronze du relais 4 × 100 m quatre nages.
- Championnats du monde 2025 à Singapour :
  -  Médaille de bronze du relais 4 × 100 m quatre nages mixte.